# Santiago Segovia
Luis Santiago Segovia (Concepción del Uruguay, 26 marzo 2007) è un calciatore argentino, centrocampista del Rosario Central.

## Carriera
Segovia è cresciuto nel settore giovanile del Rosario Central, con cui ha firmato il primo contratto professionistico il 18 ottobre 2023. Nel giugno del 2024 è stato aggregato al gruppo della prima squadra, ed il 1º novembre ha fatto il suo esordio assoluto nell'incontro di Primera División perso 1-0 contro il Barracas Central. Il 14 dicembre seguente ha trovato il suo primo gol nella sfida casalinga vinta 2-1 contro il Belgrano.

## Statistiche

### Presenze e reti nei club
Statistiche aggiornate al 15 dicembre 2024.
| Stagione        | Squadra         | Campionato      | Campionato | Campionato | Coppe nazionali | Coppe nazionali | Coppe nazionali | Coppe continentali | Coppe continentali | Coppe continentali | Altre coppe | Altre coppe | Altre coppe | Totale | Totale | Totale |
| Stagione        | Squadra         | Comp            | Pres       | Reti       | Comp            | Pres            | Reti            | Comp               | Pres               | Reti               | Comp        | Pres        | Reti        | Pres   | Reti   |        |
| --------------- | --------------- | --------------- | ---------- | ---------- | --------------- | --------------- | --------------- | ------------------ | ------------------ | ------------------ | ----------- | ----------- | ----------- | ------ | ------ | ------ |
| 2024            | Rosario Central | PD              | 4          | 1          | CA+CdL          | 0               | 0               | CL+CS              | 0                  | 0                  |             | -           | -           | 4      | 1      |        |
| Totale carriera | Totale carriera | Totale carriera | 4          | 1          |                 | 0               | 0               |                    | 0                  | 0                  |             | -           | -           | 4      | 1      |        |